# Harold Butler
Harold Butler (Búfalo, 6 de julio de 1921-La Paz, 9 de julio de 1998) fue un empresario estadounidense. Es mejor conocido por ser el fundador de la cadena de restaurantes, Denny's. También ayudó a desarrollar muchas otras cadenas, incluidas Winchell's Donuts, Naugles y Jojo's.

## Biografía
En 1953, Butler y su socio Richard Jezak abrieron Danny's Donuts en Lakewood, California. En 1955, después de la salida de su socio de la entonces cadena de 6 tiendas, Butler cambió el concepto en 1956 de una tienda de donas a una cafetería. Danny's Donuts pasó a llamarse Danny's Coffee Shops y cambió su funcionamiento a 24 horas. En 1959, para evitar confusiones con la cadena de restaurantes de Los Ángeles Coffee Dan's, Butler cambió el nombre de Danny's Coffee Shops a Denny's Coffee Shops. En 1961, Denny's Coffee Shops se convirtió en Denny's.
En 1963, Butler comenzó a otorgar franquicias a Denny's. Bajo su liderazgo, la cadena se expandió a 800 ubicaciones. Una vez explicó: "Me encanta alimentar a la gente".
Butler intentó comprar el Caesar's Palace en Paradise, Nevada. La Comisión de Bolsa y Valores lo acusó de ofrecer a algunos accionistas de Caesar un trato secreto (e ilegal). Cuando el trato colapsó, el precio de las acciones de Denny's cayó abruptamente. Vendió sus acciones de Denny's, que alguna vez valieron $80 millones, por $3 millones en 1971 y renunció como presidente.
Falleció de un infarto el 9 de julio de 1998, tres días después de cumplir 77 años, en La Paz, Baja California Sur, donde se había retirado. Le sobrevivió su esposa Jean (una vez mesera y franquiciada de Denny's).